# Yūko Tanaka
Yūko Tanaka (田中 裕子?, Tanaka Yūko; Ikeda, 29 aprile 1955) è un'attrice e doppiatrice giapponese.

## Biografia
Dopo aver frequentato la Fuji Girls' Junior & Senior High School, segue i corsi dell'Università Meiji. Inizia la propria carriera nel 1980, a 25 anni, con la serie televisiva Tennou no ryouriban. Questo le permette di essere notata da due dei più grandi registi giapponesi dell'epoca, Shōhei Imamura e Kaneto Shindō. Infatti l'anno seguente, nel 1981,  debutta al cinema recitando per il primo in Eijanaika e per il secondo in Edo Porn. Applaudita dalla critica vince molti premi per le due interpretazioni, come il premio al Yokohama Film Festival, agli Hochi Film Awards ma, ancor più prestigiosi, gli Awards of the Japanese Academy come miglior attrice non protagonista e attrice debuttante dell'anno. L'anno seguente è in The Rape di Yōichi Higashi, basato sul romanzo di Keiko Ochiaki.
Nel 1983 arriva la popolarità con la serie televisiva Oshin e lo stesso anno recita nell'acclamato Amagi goe, per il quale vince, oltre ai nazionali Kinema Junpo Awards e Mainichi Film Concours, il premio alla miglior attrice al Montreal World Film Festival. Nel 1988 è chiamata da Yoshishige Yoshida per interpretare la versione giapponese di Cime tempestose, Wuthering Heights con Rentarô Mikuni, presentato al Festival di Cannes 1988.
All'inizio degli anni '90 la Tanaka diminuisce notevolmente i progetti cinematografici e inizia anche a doppiare, è infatti la voce di Lady Eboshi in Princess Mononoke di Hayao Miyazaki. Alla fine del decennio tuttavia recita in Osaka Story di Jun Ichikawa e in The Exam di Yōjirō Takita.
Nel 2001 recita in Hotaru e riceve la sua ultima di 6 candidature per 8 film agli Awards of the Japanese Academy. Dopo anni di inattività, nel 2005 domina la stagione dei premi in Giappone con le interpretazioni in Hibi e The Milkwoman. Rivince per la seconda volta i premi del passato come il Yokohama Film Festival, l'Hochi Film Award, il Kinema Junpo Award e il Mainichi Film Concours. L'anno seguente torna al doppiaggio ancora per lo Studio Ghibli come voce di Aracne in I racconti di Terramare di Gorō Miyazaki. Sempre nel 2006 recita per la TV in Tokyo Tower: Mom and Me, and Sometimes Dad con Kirin Kiki, Kaoru Kobayashi e Ryōko Hirosue. Torna in TV solo nel 2010 con Mother e nello stesso anno al cinema interpreta Haru's Journey.
Nel 2012 recita in Dearest e nel 2013 in due importanti progetti come Kinoshita Keisuke Story, basato sulla vita dell'omonimo regista nei panni di Tama, sua madre, e Backwater di Shinji Aoyama, presentato in concorso internazionale al Festival del cinema di Locarno. Nel 2023 recita in Kaibutsu di Hirokazu Kore'eda.